# Pickstown
Pickstown – miasto w Stanach Zjednoczonych, w stanie Dakota Południowa, w hrabstwie Charles Mix.